# Ночь в тоскливом октябре
«Ночь в тоскливом октябре» (англ. A Night in the Lonesome October) — роман американского писателя-фантаста Роджера Джозефа Желязны, опубликованный в 1993 году ближе к концу его жизни. Это последний роман автора.
Книга посвящена Мэри Шелли, Эдгару Аллану По, Брэму Стокеру, Артуру Конану Дойлю, Говарду Лавкрафту, Рэю Брэдбери, Роберту Блоху, Альберту Пейсону Терхьюну и создателям многих старых фильмов. Она разделена на 32 главы, каждая из которых представляет одну «ночь» в октябре (плюс глава «Введение»).

## Название
Роман получил название по строчке из стихотворения «Улялюм» Эдгара Аллана По.
Существуют различные варианты перевода названия на русский. Так, Н. Ибрагимова назвала роман «Тоскливой октябрьской ночью…» (в издании на русском языке — Миры Роджера Желязны. — Рига: Полярис, 1996. — Т. 11., где на выходном листе ошибочно указано, что перевод сделан В. Самсоновой), а А. Жикаренцев – «Ночь в тоскливом октябре» (в переизданиях его перевода встречается вариант «Ночь в одиноком октябре»).

## Сюжет
Повествование в романе идёт от лица сторожевого пса по кличке Нюх (англ. Snuff). Он вместе со своим хозяином Джеком участвует в Большой Игре, которая проходит раз в несколько десятилетий и каждый раз в новом месте. В этот раз она прошла в Лондоне и его окрестностях.

### Суть игры
Раз в несколько десятилетий, когда ночь Хэллоуина совпадает с полнолунием, ткань реальности редеет и могут быть открыты врата между этим миром и царством Великих Древних. Процесс открытия этих врат и есть Игра. В игре участвуют две стороны: Открывающие (те, кто стремятся к тому, чтобы изгнанные Древние вернулись в наш мир) и Закрывающие (те, кто против возвращения Древних). В течение месяца обе стороны готовятся к решающему дню открытия врат, собирая различные ингредиенты для зелий и накапливая силу. Изрядную часть ингредиентов приходится искать на кладбищах.
Почти у каждого игрока есть разумное животное-спутник, которое сильно помогает ему в подготовке к Игре. Кроме того, каждый игрок имеет определённый артефакт, который может повлиять на исход Игры. Артефакты либо нейтральны и не имеют прямого отношения к открытию Врат (Икона Альхазреда, кинжал Джека, серп друида и другие), либо специально предназначены для использования в Игре: Открывающая и Закрывающая палочки.
Игроки и их животные могут образовывать альянсы, но никто не может быть уверен, что его союзник не на вражеской стороне.
В решающий день игроки соберутся в месте ритуала, которое должно быть определено заранее путём сложных геометрических вычислений, и будут бороться за открытие/закрытие врат. Для определения места проведения ритуала требуется точная информация о местах жительства других игроков и их количестве. Любой неучтённый или фальшивый игрок может начисто сбить всё построение, в результате чего, игра просто не состоится, из-за неверного расчёта места. Известно, как минимум, об одном подобном случае. Значение имеют также запасные убежища, подготовленные до новолуния. После новолуния игроки могут перемещаться как угодно — на место игры это уже никак не может повлиять.
31 октября игроки собираются в месте ритуала и разводят костёр, вокруг которого располагаются кругом (на одной половине — Открывающие, на другой — Закрывающие). Игроки бросают в костёр заранее приготовленные материалы и магические снадобья, и используют артефакты и волшебные палочки. Известно, что проигравших ждёт плачевная судьба. Если до рассвета ни одной из сторон не удастся одержать верх, проигрывают Открывающие.

## Персонажи
Персонажи романа соотносятся с персонажами из произведений других авторов, либо их прототипами являются реальные личности:
- Джек — существуют несколько интерпретаций. В том числе: Джек-с-фонарём, Джек Потрошитель, а также Джек из Тени из одноимённого романа автора[2]
- Также Джек и Джил — главные герои стихотворения из «Сказок Матушки Гусыни», первые строки которого являются последним предложением романа:

Идут на горку Джек и Джил, 

Несут в руках ведёрки.

Свалился Джек и нос разбил,

А Джил слетела с горки.

Оригинальный текст (англ.)
Jack and Jill went up the hill,

To fetch a pail of water;

Jack fell down, and broke his crown,

And Jill came tumbling after.
- Дорогой (Добрый) Доктор, его помощник и Экспериментальный человек — Франкенштейн, его слуга Игорь и Монстр Франкенштейна
- Растов — Григорий Распутин[1]
- Великий Детектив и его спутник — Шерлок Холмс и доктор Ватсон
- Граф и Ларри Тальбот — Дракула и Человек-волк соответственно, причём именно кинематографические воплощения этих героев[1]
- Моррис и Маккаб — Уильям Бёрк и Уильям Хэр[4]

## Полнолуние и Время Игры
Различные детали (такие как участие «Великого детектива», чей прототип — Шерлок Холмс, и отсылки к убийствам Джека Потрошителя) показывают, что время действия романа — викторианская эпоха. В этот период единственное совпадение Хэллоуина и полнолуния в районе Лондона по данным Королевской Гринвичской обсерватории — это осень 1887 года.
При дальнейшем изучении исторических данных о лунных циклах в этот период времени показывает, что в Англии полная луна (в данном случае, голубая луна, то есть это — вторая полная луна в том же месяце. Естественно, что для всех Хэллоуинов во время полнолуния луна является «голубой») появилась в 21:31:08 по Гринвичу в понедельник, 31.10.1887. Первое полнолуние в этом же месяце было ранее, в воскресенье, 02.10.1887. В таком случае, следующая встреча Игроков для Игры должна была бы произойти на Хэллоуин, 31.10.1925.

## Связь с другими литературными произведениями
- В романе используются сюжеты Лавкрафта, связанные с пробуждением Древних. В нём упомянуты Ньярлатотеп, Шаб-Ниггурат и другие персонажи мифологии Ктулху.
- Один из артефактов также соотносится с мифологией Ктулху — икона Альхазреда.

## Премии
В 1994 году «Ночь в тоскливом октябре» был номинирован на премию «Небьюла» за лучший роман.